# 努費嫩施托克山
46°28′02″N 8°23′18.5″E / 46.46722°N 8.388472°E
努費嫩施托克山（Nufenenstock），是瑞士的山峰，位於該國南部，處於瓦萊州和提契諾州接壤的邊境，屬於勒蓬廷山的一部分，海拔高度2,866米，每年平均降雨量2,221毫米。